# Sebastian Huber (Bobfahrer)
Sebastian „Wastl“ Huber (* 26. Juni 1901 in Füssen; † 6. März 1985 in München) war ein deutscher Bobfahrer. Er gewann zwei olympische Medaillen und war zweimal Weltmeister.

## Karriere
Sebastian Huber war beim SC Riessersee über mehrere Jahre der Anschieber von Hanns Kilian. Er nahm 1928 in St. Moritz erstmals an Olympischen Spielen teil. Im Fünferbob mit Hanns Kilian, Valentin Krempl, Hans Heß, Sebastian Huber und Hans Nägle gewann er die Bronzemedaille hinter den Bobs aus den Vereinigten Staaten. 1930 gewannen Kilian und Huber ihren ersten deutschen Meistertitel im Zweierbob. Im Jahr darauf wurden die beiden mit Fritz Schwarz und Hans Jocher deutsche Meister im Viererbob. 1931 wurde in Oberhof erstmals eine Bob-Weltmeisterschaft im Zweierbob ausgetragen, und Kilian gewann zusammen mit Sebastian Huber den Titel. Bei den Olympischen Spielen 1932 in Lake Placid wurden erstmals die bis heute üblichen Wettbewerbe im Zweierbob und im Viererbob ausgetragen. Kilian und Huber belegten mit dem Zweierbob den fünften Rang, mit dem Viererbob in der Besetzung Kilian, Max Ludwig, Hans Mehlhorn und Huber gewannen sie erneut Bronze hinter zwei US-amerikanischen Bobs.
1934 fand die Bob-Weltmeisterschaft im Viererbob auf Kilians Hausbahn in Garmisch-Partenkirchen statt. Zusammen mit Fritz Schwarz, Hermann von Valta und Sebastian Huber gewann Kilian den Titel. Im Jahr darauf saß statt Sebastian Huber Alexander Gruber im Bob. Bei den Olympischen Spielen 1936 in Garmisch-Partenkirchen war Huber dann wieder dabei, Kilian belegte aber lediglich den siebten Platz.